# Tossal de la Guàrdia (Os de Balaguer)
El Tossal de la Guàrdia és una muntanya de 990 metres que es troba al municipi d'Os de Balaguer, a la comarca catalana de la Noguera.